# Alì e il tappeto volante
Alì e il tappeto volante (Hodja fra Pjort) è un film d'animazione del 2018 diretto da Karsten Kiilerich.
Ispirato agli episodi delle Mille e una notte, è basato sull'omonimo libro per bambini del 1970 di Ole Lund Kierkegaard, che era già stato trasposto sullo schermo nel 1985 come un vero film, Hodja fra Pjort (Il tappeto volante), e implementato come musical nel 2016.

## Trama
Hodja è un ragazzo che vive a Potja che prenderà in prestito un tappeto volante, curioso di vedere il mondo. In cambio dovrà andare alla ricerca di un diamante da portare a suo nonno.

## Distribuzione
Il film è stato distribuito in Danimarca l'8 febbraio 2018.